# Jaguar R5
El Jaguar R5 fue utilizado en la Temporada 2004 de Fórmula 1 por Jaguar Racing, fue conducido por Mark Webber y Christian Klien.
Contaron con el apoyo de Pioneer como nuevo patrocinador, aunque conservaron a HSBC como principal desde el 2000. Consiguieron la pobre cifra de 10 puntos, 7 de Webber y 3 de Klien. Las mejores actuaciones de Mark Webber fueron un 7.º puesto en Nurburgring y un 6.º en Hockenheimring, además fue 8.º en Shakir y Silverstone. Klien, quien era debutante, consiguió solo 3 puntos en la carrera de Bélgica, sufrió muchas averías técnicas y cometió bastantes errores, pero dejó buen sabor de boca y fue renovado para 2005, mientras que Williams Racing se fijó en Webber para 2005. En el Gran Premio de China de 2004, Jaguar Racing anunció que se retiraba de la Fórmula 1 a finales de año. En 2005 fue renombrado como Red Bull Racing. Los coches de Jaguar siempre llevaron motor Cosworth.

## Resultados

### Fórmula 1
(Clave) (negrita indica pole position) (cursiva indica vuelta rápida)

| Año     | Motor                 | Neu. | N.º | Pilotos         | 1   | 2   | 3   | 4   | 5   | 6   | 7   | 8   | 9   | 10  | 11  | 12  | 13  | 14  | 15  | 16  | 17  | 18  | Puntos | Pos. |
| ------- | --------------------- | ---- | --- | --------------- | --- | --- | --- | --- | --- | --- | --- | --- | --- | --- | --- | --- | --- | --- | --- | --- | --- | --- | ------ | ---- |
| 2004    | Cosworth CR-6 3.0 V10 | M    |     |                 | AUS | MYS | BHR | SMR | ESP | MON | EUR | CAN | USA | FRA | GBR | GER | HUN | BEL | ITA | CHN | JPN | BRA | 10     | 7.º  |
| 2004    | Cosworth CR-6 3.0 V10 | M    | 14  | Mark Webber     | Ret | Ret | 8   | 13  | 12  | Ret | 7   | Ret | Ret | 9   | 8   | 6   | 10  | Ret | 9   | 10  | Ret | Ret | 10     | 7.º  |
| 2004    | Cosworth CR-6 3.0 V10 | M    | 15  | Christian Klien | 11  | 10  | 14  | 14  | Ret | Ret | 12  | 9   | Ret | 11  | 14  | 10  | 13  | 6   | 13  | Ret | 12  | 14  | 10     | 7.º  |
| Fuente: |                       |      |     |                 |     |     |     |     |     |     |     |     |     |     |     |     |     |     |     |     |     |     |        |      |